# Бень-Сент-Радгонд
Бень-Сент-Радго́нд (фр. Baignes-Sainte-Radegonde) — коммуна во Франции, находится в регионе Пуату — Шаранта. Департамент — Шаранта. Административный центр кантона Бень-Сент-Радгонд. Округ коммуны — Коньяк.
Код INSEE коммуны — 16025.
Коммуна расположена приблизительно в 440 км к юго-западу от Парижа, в 145 км южнее Пуатье, в 45 км к юго-западу от Ангулема.

## Население
Население коммуны на 2008 год составляло 1287 человек.
| 1962 | 1968 | 1975 | 1982 | 1990 | 1999 | 2008 |
| ---- | ---- | ---- | ---- | ---- | ---- | ---- |
| 1416 | 1462 | 1452 | 1427 | 1191 | 1239 | 1287 |

## Климат
Климат океанический. Ближайшая метеостанция находится в городе Коньяк.
| Показатель                        | Янв. | Фев. | Март | Апр. | Май  | Июнь | Июль | Авг. | Сен. | Окт. | Нояб. | Дек. | Год   |
| --------------------------------- | ---- | ---- | ---- | ---- | ---- | ---- | ---- | ---- | ---- | ---- | ----- | ---- | ----- |
| Средний суточный максимум, °C     | 8,7  | 10,5 | 13,1 | 15,9 | 19,5 | 23,1 | 26,1 | 25,4 | 23,1 | 18,5 | 12,4  | 9,2  | 17,7  |
| Средняя температура, °C           | 5,4  | 6,7  | 8,5  | 11,1 | 14,4 | 17,8 | 20,2 | 19,7 | 17,6 | 13,7 | 8,6   | 5,9  | 12,5  |
| Средний суточный минимум, °C      | 2,0  | 2,8  | 3,8  | 6,2  | 9,4  | 12,4 | 14,4 | 14,0 | 12,1 | 8,9  | 4,7   | 2,6  | 7,8   |
| Норма осадков, мм                 | 80,4 | 67,3 | 65,9 | 68,3 | 71,6 | 46,6 | 45,1 | 50,2 | 59,2 | 68,6 | 79,8  | 80,0 | 783,6 |
| Источник: Relevé météo des Cognac |      |      |      |      |      |      |      |      |      |      |       |      |       |

## Администрация
| Период | Период | Фамилия         | Партия                                    | Примечания               |
| ------ | ------ | --------------- | ----------------------------------------- | ------------------------ |
| 1971   | 1995   | Пьер-Реми Уссен | Объединение в поддержку республики        | член генерального совета |
| 1995   |        | Пьер Жолен      | Разные правые → Союз за народное движение | член генерального совета |

## Экономика
В 2007 году среди 735 человек в трудоспособном возрасте (15—64 лет) 523 были экономически активными, 212 — неактивными (показатель активности — 71,2 %, в 1999 году было 67,5 %). Из 523 активных работали 473 человека (258 мужчин и 215 женщин), безработных было 50 (23 мужчины и 27 женщин). Среди 212 неактивных 57 человек были учениками или студентами, 88 — пенсионерами, 67 были неактивными по другим причинам.

## Достопримечательности
- Сент-Этьен-де-Бень (XI век). Памятник истории с 1992 года[3]
- Приходская церковь Сент-Радгонд (XI век)
- Замок Монтозье (XVI век)
- Усадьба XIX века аббата Мишона[англ.], археолога и изобретателя графологии

## Фотогалерея

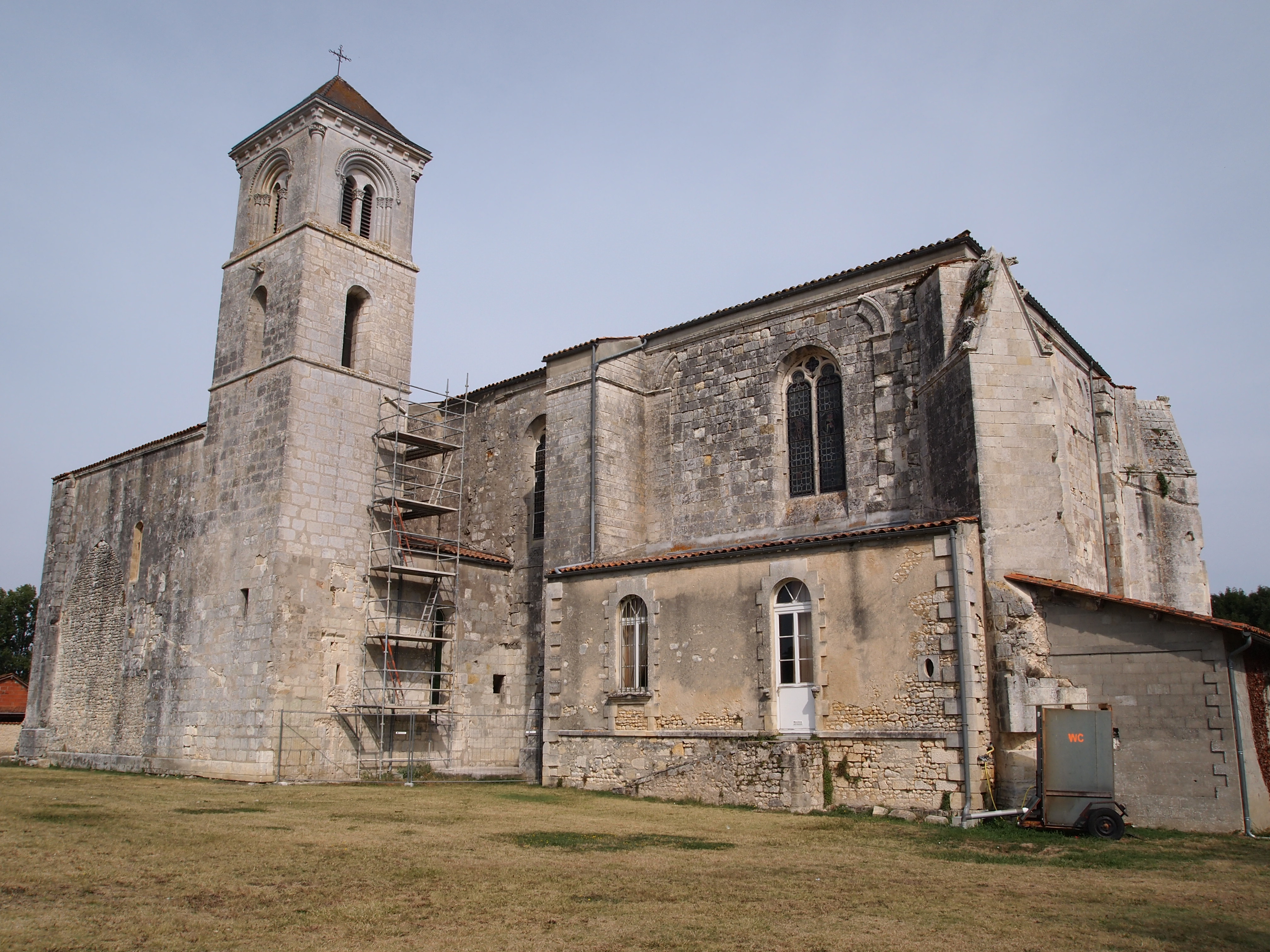
Аббатство Сент-Этьен
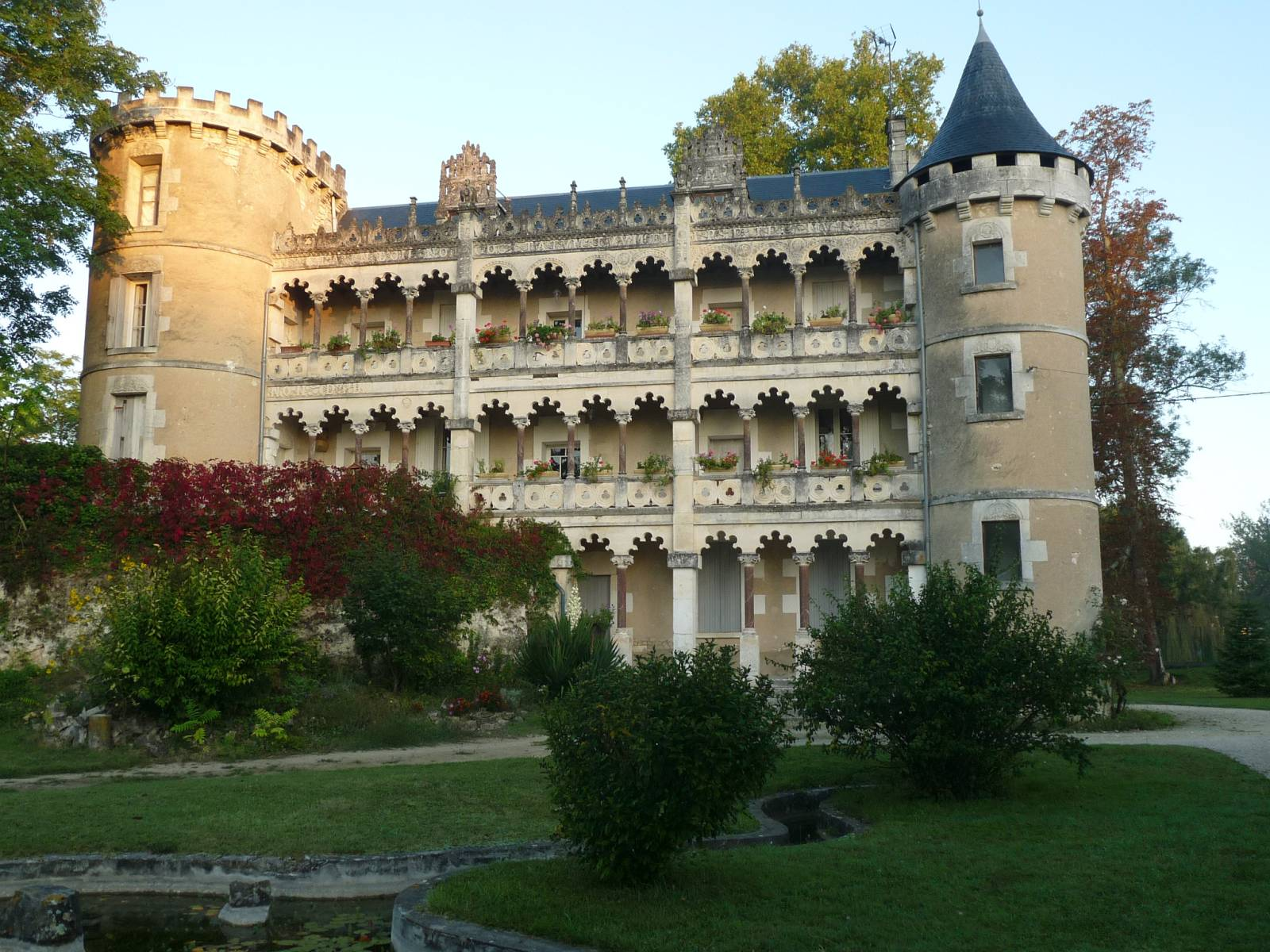
Замок Монтозье
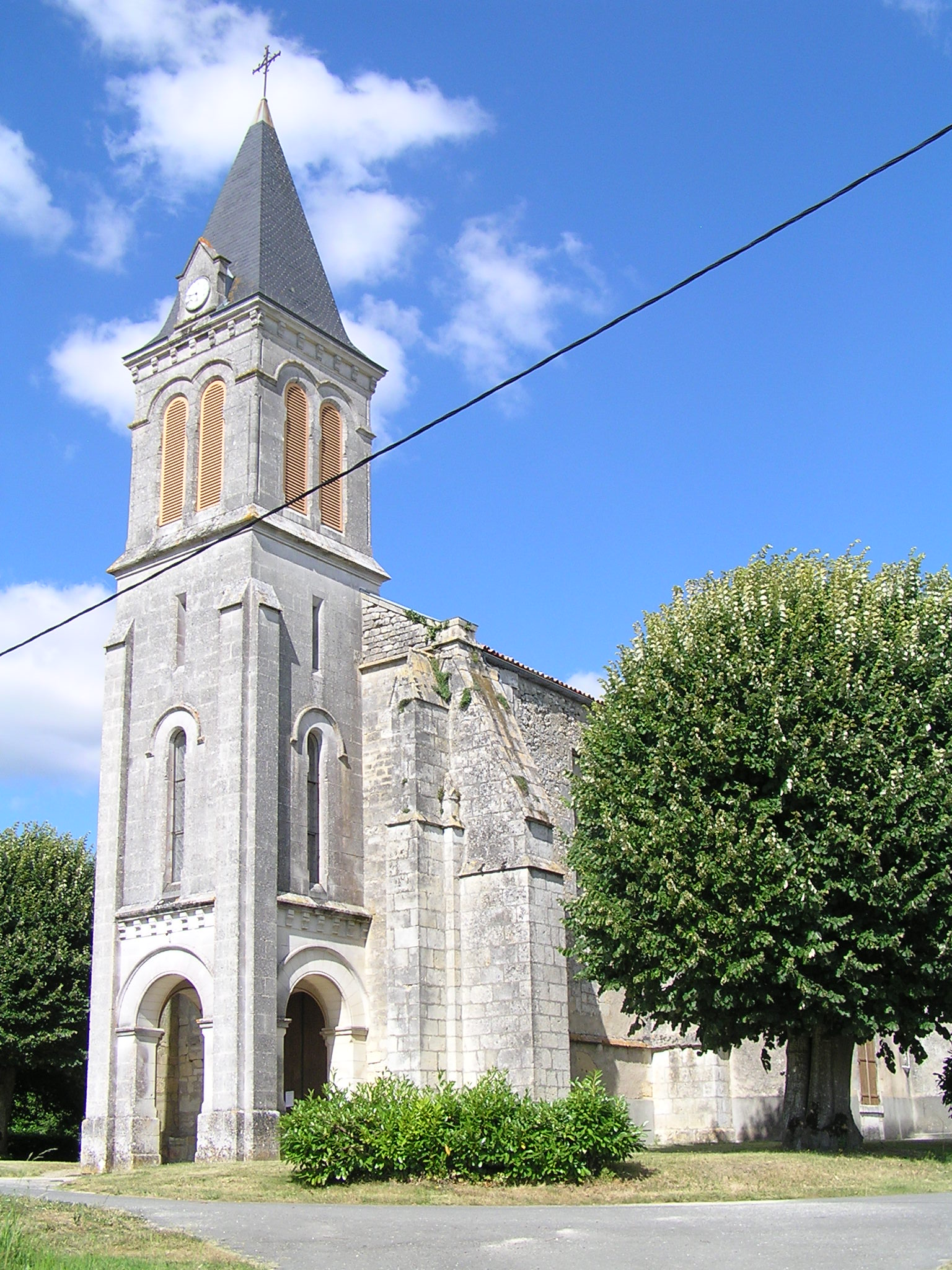
Церковь
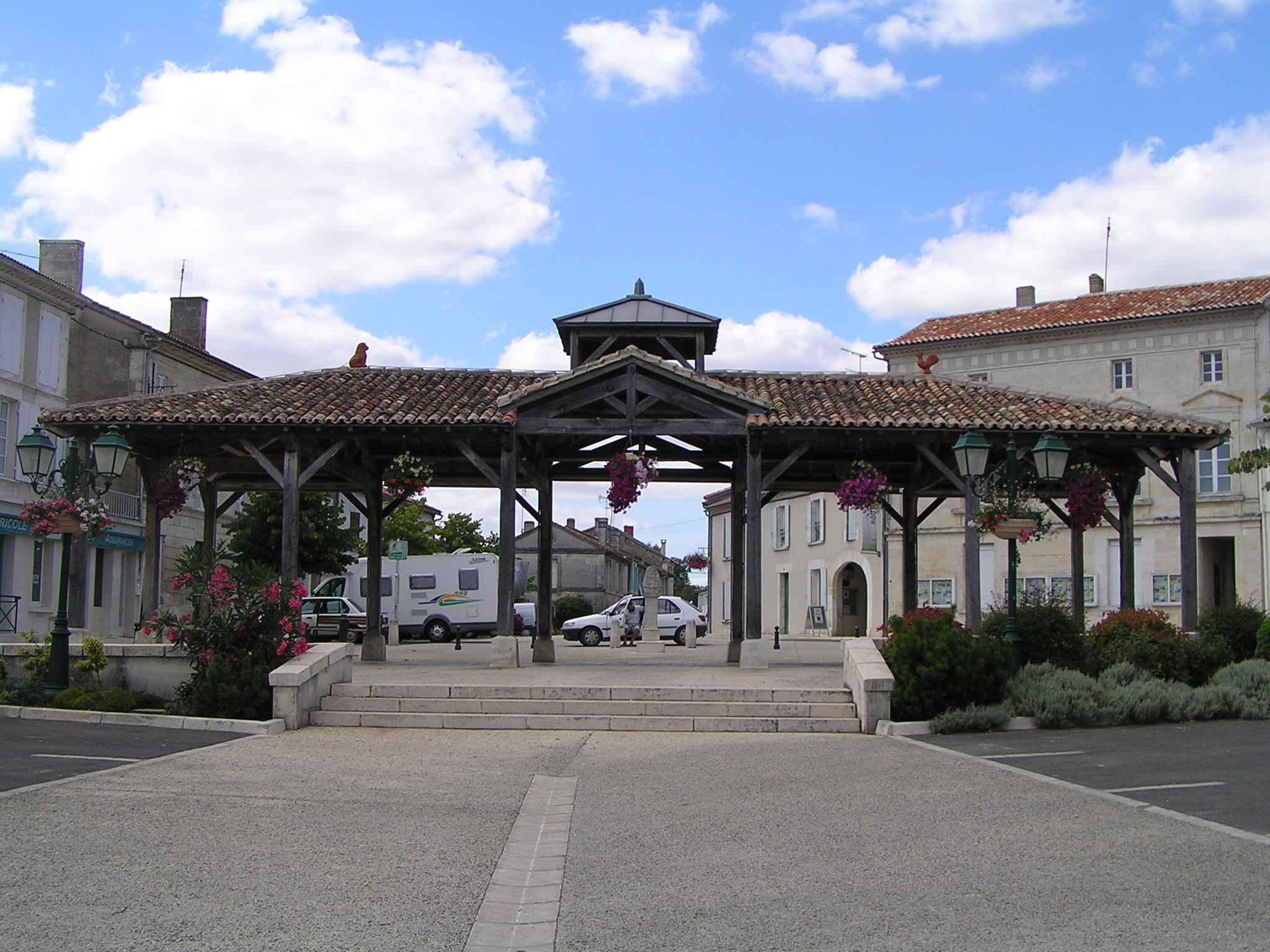
Крытый рынок